# روزانا ارين
روزانا ارين (بالإنجليزية: Rosanna Warren)‏ هي كاتِبة وشاعرة أمريكية، ولدت في 27 يوليو 1953 في فيرفيلد في الولايات المتحدة.